# Max Koner

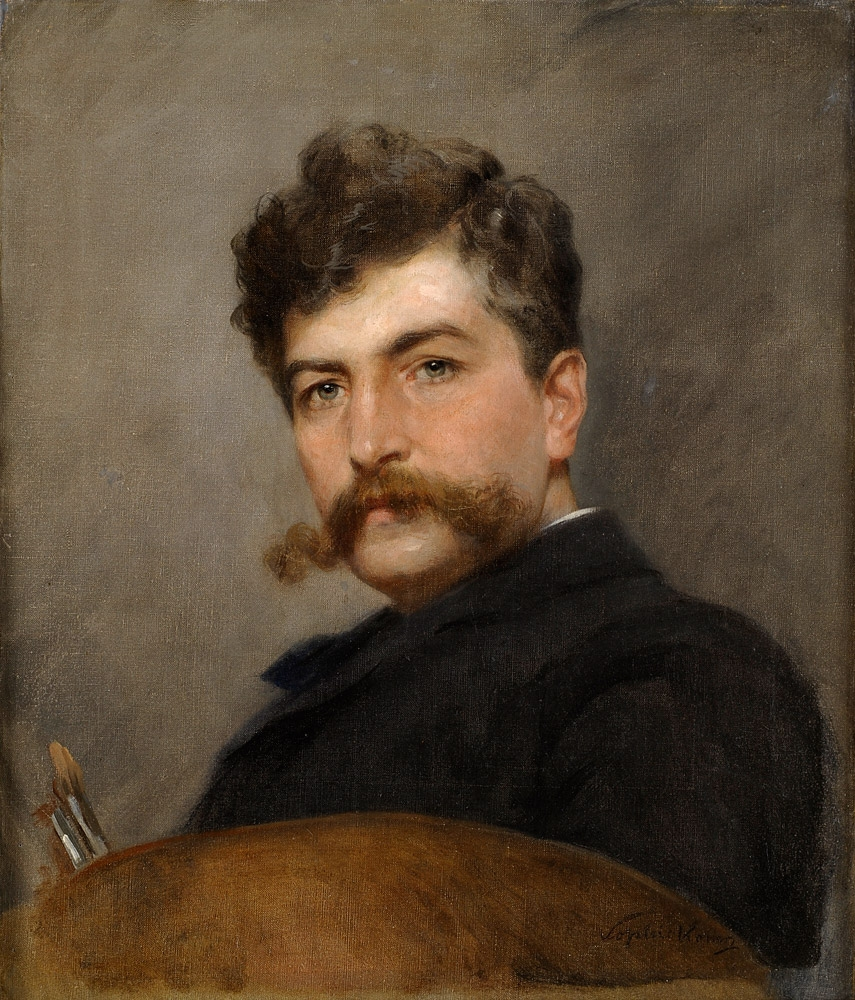
Max Koner, gemalt von seiner Frau und Schülerin Sophie Koner

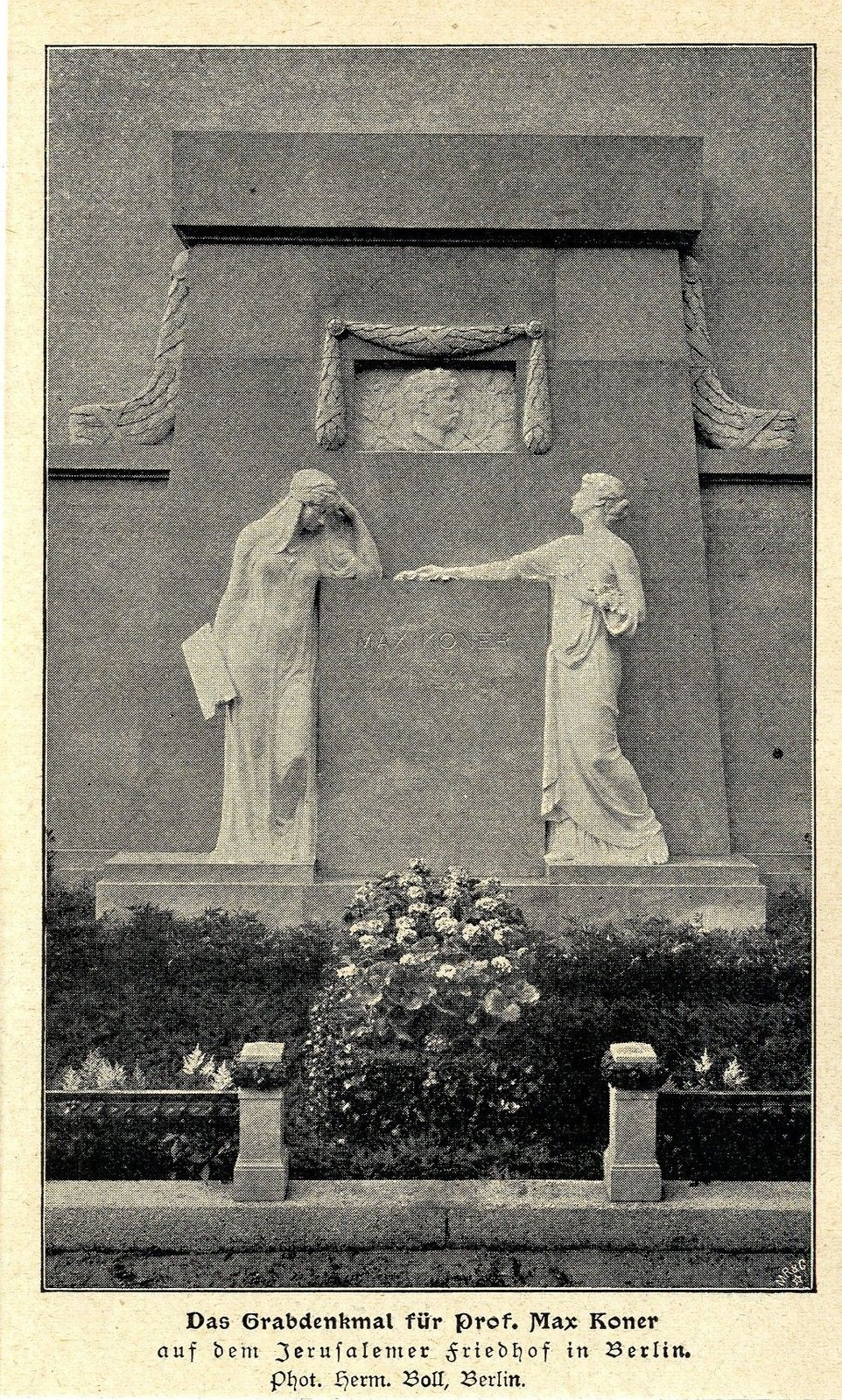
Grabmal für Max Koner von Fritz Klimsch

Max Koner (* 17. Juli 1854 in Berlin; † 7. Juli 1900 ebenda) war ein deutscher Porträtmaler.

## Leben
Max Koner studierte von 1873 bis 1878 an der Berliner Kunstakademie bei Eduard Daege, Eduard Holbein, Anton von Werner und Max Michael. 1875 bildete er sich in Italien fort, 1878 machte er eine Studienreise nach Paris. 1893 wurde er zum Mitglied der Preußischen Akademie der Künste berufen. Von der Landschaftsmalerei ging er zur Darstellung des Figürlichen über, um sich später endgültig der Porträtmalerei zu widmen. Zwischen 1888 und 1900 schuf er mehr als 100 Porträts, darunter allein 30 von Kaiser Wilhelm II. 1894 erhielt er auf der Großen Berliner Kunstausstellung eine große Goldmedaille.
Max Koner heiratete 1886 seine Schülerin Sophie Schäffer (1855–1929), die sich insbesondere als Portraitistin von Kindern einen Namen machte. Weitere Schüler waren Konrad Wiederhold (* 1868), Hans und Carl Fleege (* 1871), Richard Hübsch (* 1872), Gallus Emil Henschel (1865–1923), Hermann Struck (1876–1944), Clara Siewert (1862–1945) und Paul Gerhart Vowe (1874–1937).
Koner gehörte zur bevorzugten Auswahl zeitgenössischer Künstler, die das Komité zur Beschaffung und Bewertung von Stollwerckbildern dem Kölner Schokoladeproduzenten Ludwig Stollwerck zur Beauftragung für Entwürfe vorschlug.
Max Koner wurde auf dem Friedhof I der Jerusalems- und Neuen Kirchengemeinde in der Tempelhofer Vorstadt (im späteren Verwaltungsbezirk Berlin-Kreuzberg) beigesetzt. Für sein Grabmal wurde ein Wettbewerb ausgeschrieben, den der Berliner Bildhauer Fritz Klimsch gewann. Es zeigte in einer glatten hohen Marmorwand ein Reliefporträt Koners. Darunter standen zwei trauernde Frauengestalten in langen klassischen Faltengewändern, aus Marmor gemeißelt. Das Wandgrabmal befand sich wahrscheinlich an der nördlichen Friedhofsmauer und wurde dann spätestens Mitte der 1960er Jahre bei Auflassung des nördlichen Friedhofsteils zugunsten der Verschwenkung der Blücherstraße in ihre heutige Lage abgebrochen.

## Werke (Auswahl)
Außer vom kaiserlichen Hof bekam Max Koner auch Aufträge aus anderen Adelshäusern, von arrivierten Künstlern, Wissenschaftlern sowie von der feinen Berliner Gesellschaft.
- Ferdinand Würzburg, 1889
- Philipp Balke, 1889
- Adolf von Menzel, 1890 und 1895
- Andreas Achenbach, 1890
- Emil Du Bois-Reymond, 1890
- Anton von Werner, 1890
- Ernst Curtius, 1890 (in Nationalgalerie Berlin)
- Johannes von Miquel, 1893
- Fürstin Solms, 1893
- Fürstin Pleß, 1893
- Karl Max Fürst Lichnowsky, 1894
- Eugen Bracht, 1894
- Otto Brausewetter, 1894
- Georg von Kameke, 1894
- Leopold Schoeller, 1895/1896
- Herbert von Bismarck, 1899
- Ernst von Mendelssohn-Bartholdy, 1899
- Heinrich Kayser, vor 1900[3]
- Malwine von Arnim (Schwester des Reichskanzlers Otto von Bismarck), 1900
- Marie Siemens (Ehefrau des Archäologen Theodor Wiegand), o. J.

Unter Max Koners Porträts von Kaiser Wilhelm II. sind besonders bekannt:
- ganzfiguriges Staatsporträt im Mantel des Schwarzen Adlerordens für die deutsche Botschaft in Paris, 1891 (verschollen)
- im Kürass des Regiments der Garde du Corps, Aquarell, 1891 (im Haus Doorn; 1911 als Geschenk von Eduard Arnhold)
- in Jagduniform, 1892 (für den Fürsten Pleß)
- sitzend in grauem Militärmantel, 1892
- in Generalsuniform, 1892 (für den Kaiserpalast in Straßburg)
- stehend in grauem Militärmantel mit Mütze, 1893